# Anthony McPartlin

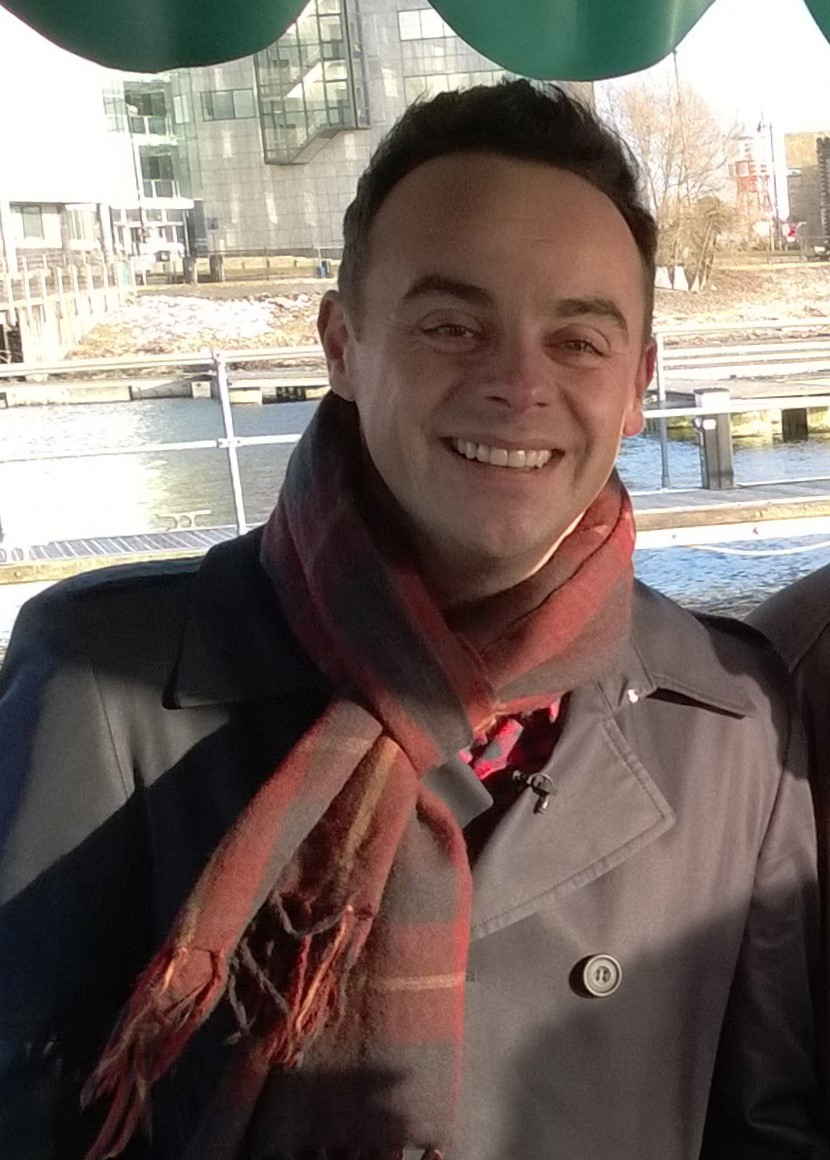
Anthony McPartlin

Anthony David „Ant“ McPartlin, OBE (* 18. November 1975 in Newcastle upon Tyne) ist ein britischer Moderator und ist neben Declan Donnelly Mitglied des bekannten Duos Ant & Dec.
Anthony McPartlin spielte als Jugendlicher eine Rolle in der Serie Byker Grove. Dort traf er auf Declan Donnelly. Nach dem beiderseitigen Ausstieg aus der Serie begannen sie unter ihren Rollennamen PJ & Duncan Musik zu machen und schafften es mit mehreren Liedern in die Charts.
McPartlin moderiert die britische Version von „Ich bin ein Star – Holt mich hier raus!“ und die britische Castingshow Britain’s Got Talent. Von 2002 bis 2009 und seit 2013 moderiert er zusammen mit Donnelly Ant & Dec’s Saturday Night Takeaway.
Im Juni 2016 wurde McPartlin der Order of the British Empire im Range eines Officers verliehen.
Von Juli 2006 bis Januar 2018 war er mit der Visagistin Lisa Armstrong verheiratet.

## Filmografie (Auswahl)
- Serien:
  - 1990: Byker Grove
- Moderation:
  - 1995: Top of the Pops
  - 1995–1997 The Ant & Dec Show
  - 1998: Ant & Dec Unzipped
  - 1998–2001: SMTV Live und CD:UK
  - 2001–2003: Pop Idol
  - 2002–2009 und seit 2013: Ant & Dec’s Saturday Night Takeaway
  - seit 2002: I’m a Celebrity…Get Me Out of Here!
  - 2005: Gameshow Marathon
  - 2005: Comic Relief: Red Nose Night Live 05
  - seit 2007: Britain’s Got Talent
  - 2007: Dancing on Ice
  - 2008: Wanna bet?
  - 2010–2011: Ant & Dec's Push The Button
  - 2016: When Ant and Dec Met The Prince: 40 Years of The Prince's Trust
  - 2016: The Queen's 90th Birthday Celebration
- Filme:
  - 2003: Tatsächlich… Liebe
  - 2006: Alien Autopsy – Das All zu Gast bei Freunden